# Монастыри Польши

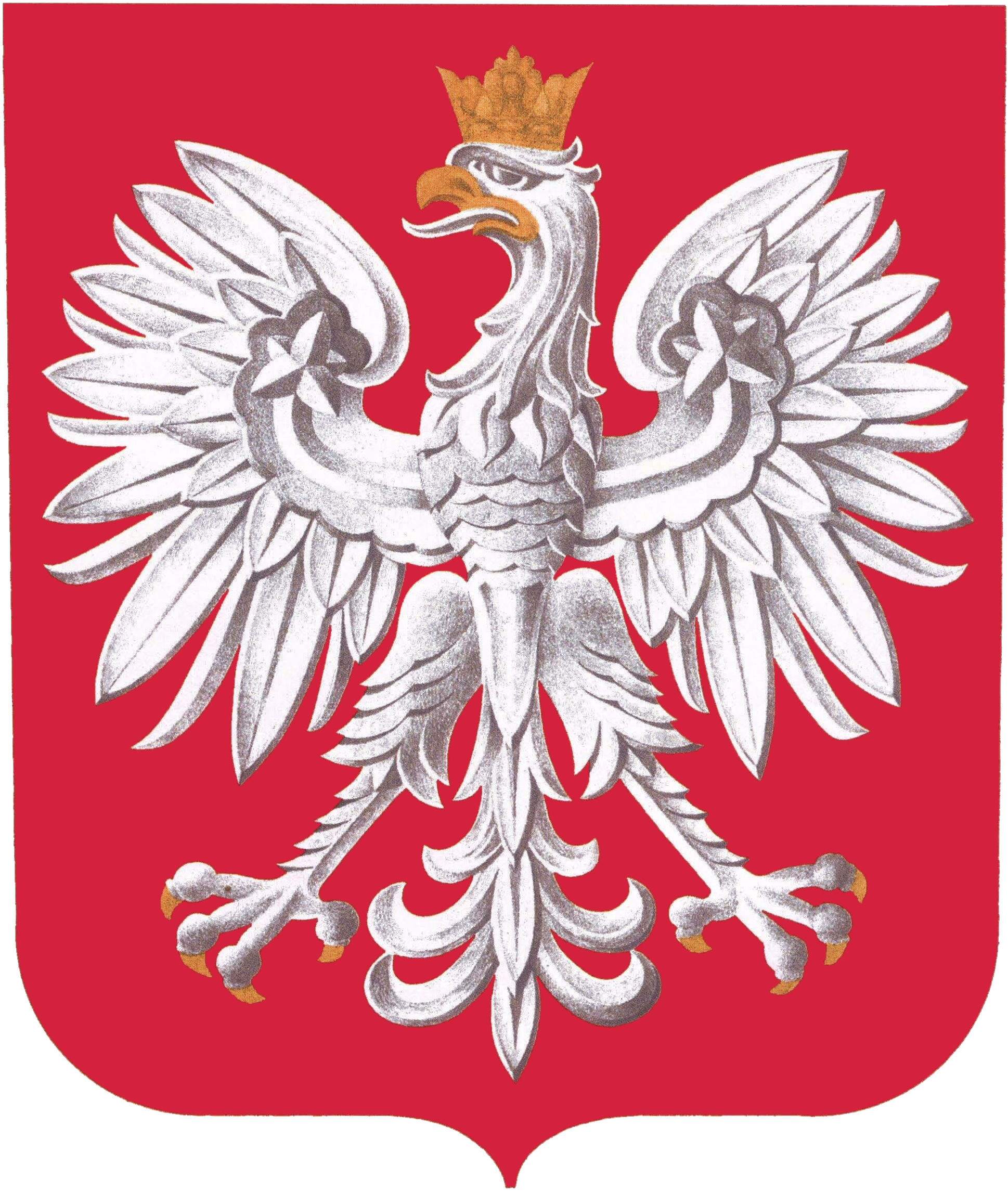

968 год. Польский князь Мешко I основал первое польское епископство в г. Познань , которое подчинялось непосредственно Святому Престолу. Первым епископом в Польше стал Йордан, (предположительно) итальянский священник, его преемником — Унгер, немецкий бенедиктинец, аббат Мемблена.
От вновь обращённых требовалось участие в святых мессах и соблюдение требований, касающихся религиозной и духовной жизни, — за этим следил лично князь, который, как следует из хроники немецкого летописца Титмара, выбивал у подданных зубы в случае несоблюдения ими поста. В конце X в. христианизация коснулась преимущественно окружения князя и местных жителей; дальнейшее распространение христианства стало возможным благодаря:
- съезду в г. Гнезно в 1000 г., на который прибыл император Римской империи Оттон III и польский король Болеслав Храбрый [2]. После гнезненского съезда было основано первое польское архиепископство в г. Гнезно и три епископства — во Вроцлаве, Кракове, Колобжеге;
- появлению монастырей и аббатств. Так, в начале XI в. были основаны бенедиктинские монастыри, в XII в. — обители цистерцианцев и регулярных каноников, на XIII в. пришёлся расцвет доминиканских и францисканских орденов.

## Монастыри Польши в Средние века

### Монастыри Польши. XI век

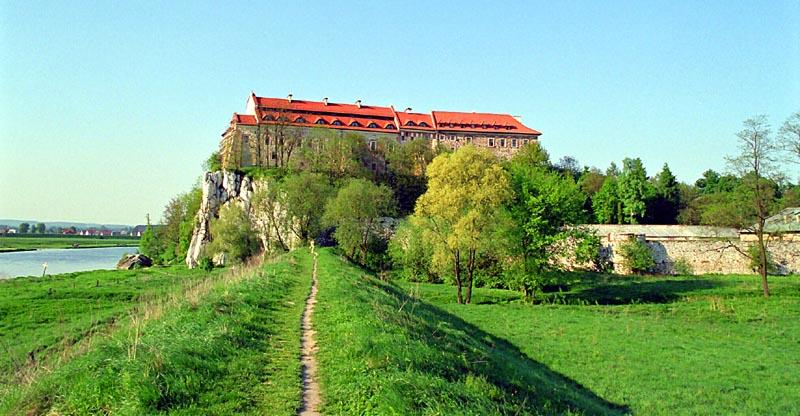
Монастырь в Тыньце

1001—1002 гг. Болеслав Храбрый основал небольшой монастырь над р. Оброй  для нескольких монахов, учеников св. Ромуальда, которые прибыли в Польшу из Италии. К ним присоединились два польских отшельника. Монахи намеревались продолжить миссию св. Войцеха в христианизации язычников Поморья. В ночь с 10 на 11 ноября 1003 г. пятеро монахов были убиты язычниками. После их мученической смерти в Польше возник культ Пяти Братьев-Мучеников, который существует до сих пор.  Мощи монахов, а вместе с ними св. Войцеха и его брата Раджима, первого польского архиепископа, были вывезены из Гнезно в 1038 году богемским королём Бржетиславом I в Прагу.
Ок. 1050 года Казимир I Восстановитель основал первые бенедиктинские аббатства в Тыньце (юго-западнее Кракова на другом берегу Вислы) и Могильне. На тот момент Польше требовались образованные люди на различные административные должности, а также для дипломатических и христианских миссий. Монахи владели латынью и прекрасно знали римскую культуру, а потому как нельзя лучше подходили для этих целей. Бенедиктинцы из Тыньца взяли на себя миссию христианизировать Малую Польшу и приграничные с ней районы в Силезии. Монахи из Могильна, в свою очередь, проповедовали Евангелие в Мазовии, Куявах и Гданьском Поморье.

### Монастыри Польши. XII век
1 пол. XII в. Заложен первый монастырь регулярных каноников (лат.: canonici regulares) в Тшемешно. Согласно традиции, изначально монастырь предназначался для монахов бенедиктинского ордена, однако в результате археологических исследований следов бенедиктинцев в Тшемешно найдено не было. В 997 г. в Тшемешно покоилось тело св. Войцеха, выкупленное Болеславом Храбрым у язычников; позже оно было перенесено в собор в Гнезно.
Ок. 1126 года Петр Влостовиц, сторонник Владислава Изгнанника и одна из центральных политических фигур своего времени, основал бенедиктинское аббатство под Вроцлавом, в местечке Олбино . В 1145 г. в аббатство стараниями Влостовича были пренесены мощи св. Винцента, епископа-мученика. Строительство было окончено к 1149 г., — здание монастыря, возведенное в романском стиле, оказалось на тот момент самой большой святыней на территории Польши: его длина составила 55 метров. Ок. 1193 г. монастырь перешел к норбертанцам. В 1529 г. монастырь был разрушен в результате турецкого нападения.

Монастыри и аббатства в Польше, XII—XIII вв.

1136—1137 гг. Основано аббатство бенедиктинцев на Лысой Горе. Ок. 1306 г. Владислав Локетек передал в дар монастырю частицу Животворящего Креста, после чего монастырский костел был переименован из костёла Святой Троицы в костел Святого Креста и стал одним из главных мест паломничества в Польше. В XV в. монастырь славился ученостью и великолепной библиотекой; его аббатами в этот период нередко становились профессора Ягеллонского Университета.
Ок.1140 года в Енджеюве (в наст.вр. город в Свентокшиском воеводстве) основан первый монастырь цистерцианцев. Спустя два столетия монастыри этого монашеского ордена появились по всей Польше — к концу XIII века их количество достигло 26, из них по шесть в Малой и Великой Польше, в Силезии и Поморье, два на Куявах. Цистерцианцы выступили в роли предвестников готического архитектурного стиля в Польше.
2-я пол. XII века. Епископ Плоцка Александр пригласил регулярных каноников в монастырь в Червинске.
1163 год. В Мехове основана обитель для монахов «Рыцарского Ордена Святого Гроба, что в Иерусалиме» (Ordo Equestris Sancti Sepulcri Hierosilymitani), которые создали несколько филиалов — к концу XII века меховская конгрегация насчитывала 30 монастырей во всей Польше.
1166 год. Сандомирский князь Генрих по возвращении из второго крестового похода основал в Загошчью неподалёку от Ниды первый в Польше монастырь иоаннитов Ордена госпитальеров Св. Яна Иерусалимского. Польское рыцарство испытывало интерес к крестовым походам и своим западным «коллегам», что и объясняет рост популярности к этому Ордену в Польше.

### Монастыри Польши. XIII век
1203 год. Силезский князь Генрих Бородатый и его супруга Ядвига основали монастырь в Тшебнице для монашек из Бамберга. Вновь образованная конгрегация насчитывала около ста сестёр с аббатисой Петруссой во главе — духовной наставницей княгини Ядвиги. Генрих Бородатый щедро спонсировал монастырь, что обеспечило его эффективное развитие с момента основания. В усыпальнице Тшебницкого монастыря были упокоены мощи княгини Ядвиги, а её канонизация впоследствии сделала Тшебницкий монастырь местом паломничества.
1222 год. В Кракове основан первый монастырь доминиканцев, в ведение которых был передан краковский Костел Пресвятой Троицы. Краковская конгрегация очень быстро приобрела влияние: в течение нескольких лет её усилиями были основаны обители в Праге, Вроцлаве, Плоцке, Гданьске, Камене Поморским и Сандомеже. К концу XIII века количество монастырей этого монашеского ордена насчитывало на территории Польши (включая Поморье и Силезию) 33 обители.
1236 год. Во Вроцлаве создан первый монастырь францисканцев. В XIII веке польские князья стремились к идеалу бедности и набожности. Некоторые из них основывали монастыри на собственные средства, — так, например, княгиня Кинга, жена Болеслава Стыдливого, основала обитель клариссинок в Сончу (Малая Польша), а княгиня Анна, жена Генриха Набожного — во Вроцлаве (Великая Польша).

### Монастыри Польши. XIV век

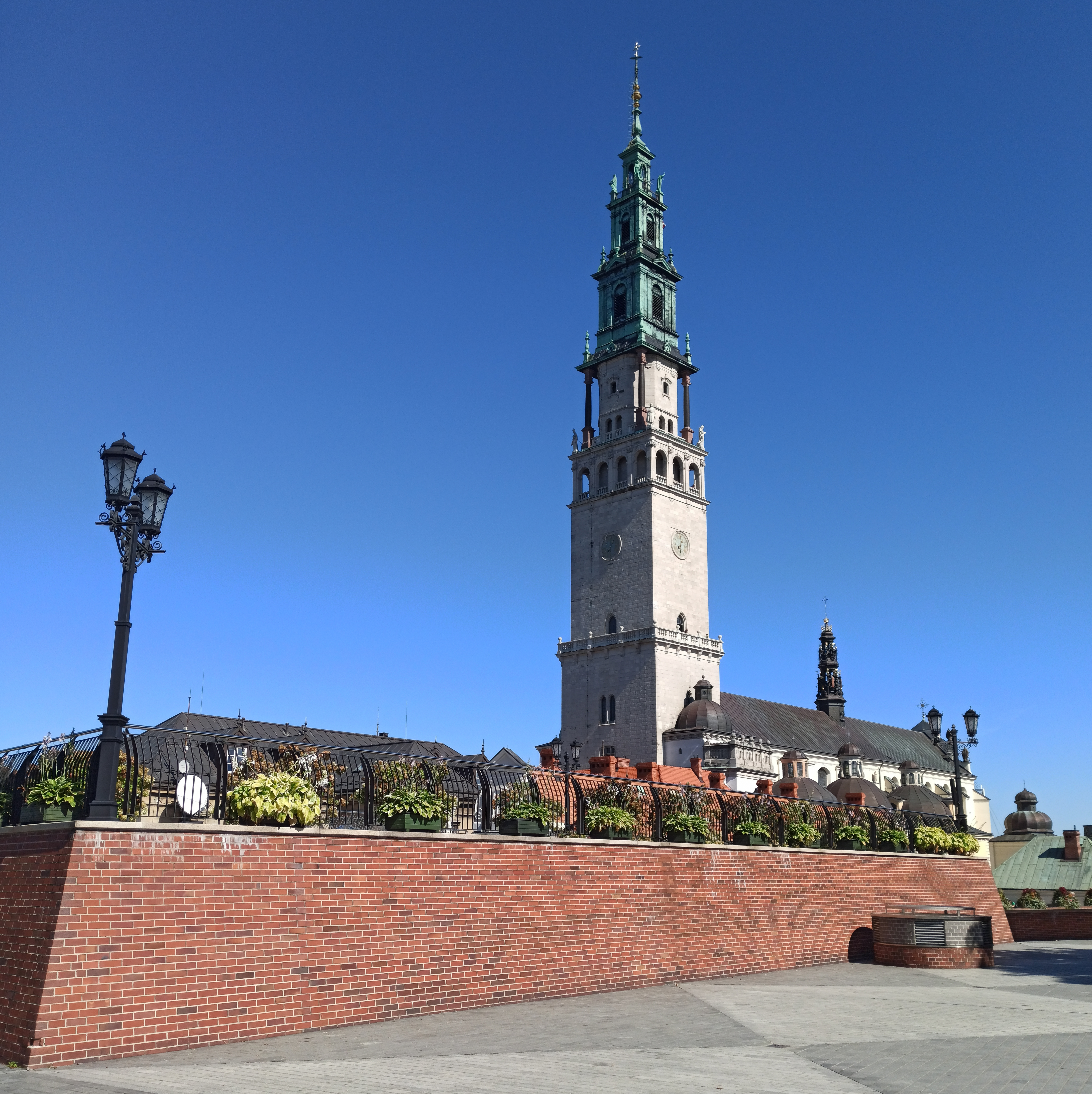
Монастырь паулинов в Ченстохове

9 августа 1382 года князь Владислав Опольчик в своем завещании передал монашескому ордену паулинов из венгерского Марьяноштра приходскую церковь на Ясной Горе под Ченстоховой. 16 монахов по прибытии получили в дар Ченстоховскую икону Божией Матери. Дальнейшее развитие монастыря стало возможным благодаря помощи короля Владислава Ягайлы. В Ясногорский монастырь вскоре начались паломничества, а после героической обороны монастыря от шведов в 1655 году Ясная Гора стала одним из центральных мест паломничества в Польше.